# فیلیپس رکوردز
فیلیپس رکوردز (انگلیسی: Philips Records) یک ناشر موسیقی هلندی مستقر در آمستردام است که توسط شرکت الکترونیک هلندی فیلیپس در سال ۱۹۵۰ ایجاد گردید.